# قائمة كهوف جبل طارق

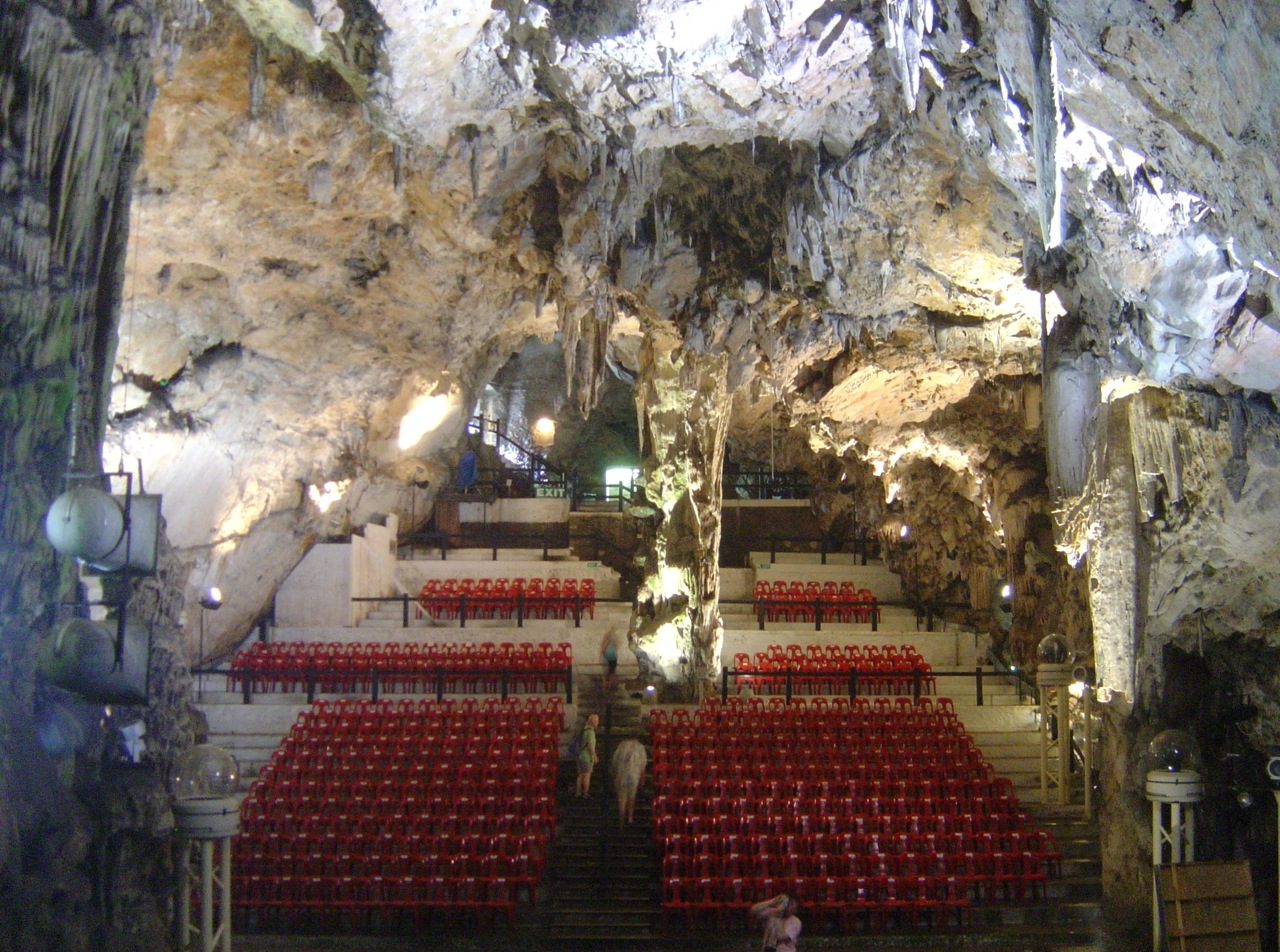
أحد أبرز كهوف جبل طارق هو كهف سانت ميخائيل، كبير بما يكفي لاستيعاب هذه القاعة المريحة.

هذه قائمة بجميع الكهوف المستكشفه في جبل طارق.

## قائمة الكهوف
- الكهف الرملي السفلى
- الكهف الرملي العلوي
- ديزل ديلايت
- شق تينا
- كهف أس
- كهف ألاميدا
- كهف أوهارا
- كهف البحر الأبيض المتوسط
- كهف الرسام
- كهف الضبع
- كهف العنكبوت
- كهف الغاق
- كهف القاضي
- كهف القبط
- كهف القرود
- كهف الماموث
- كهف المراكب
- كهف الملكة
- كهف المهندس العسكري بوغ سكوربيون
- كهف الوعل
- كهف براون
- كهف براي
- كهف برج الشيطان
- كهف بلا اسم
- كهف بلاد الشام
- كهف بوكا روكا
- كهف بوينا فيستا
- كهف بيف ستيك
- كهف بيل باك يارد
- كهف بيلمان
- كهف بينيت
- كهف جلان روكي
- كهف جورج التحتي
- كهف حجرة النجمة
- كهف حرس مارتن 1 و2
- كهف خط الملكة الشرقي
- كهف خليج كتالونيا
- كهف دودلي وارد
- كهف دوغلاس
- كهف راجيد ستاف
- كهف سانت ميخائيل
- كهف سانت ميخائيل الجديد
- كهف سقوط الشيطان
- كهف شجرة التين
- كهف شق كنز جهاز الإرسال
- كهف شيد
- كهف عش السنونو
- كهف غورهام
- كهف غيبون
- كهف فانغارد
- كهف فردوس بيت
- كهف فيني كواري
- كهف قوس ماربل
- كهف كل شيء على ما يرام العلوي
- كهف كولين
- كهف ليونورا
- كهف مارتن
- كهف ميدل هيل
- كهف هاين
- كهف هولي بوي
- كهف ويلسون
- كهف يوروبا باس
- كهوف البحر
- كهوف جينيستا
- كهوف شعر توائم الماعز
- محجر فوربس
- مزبلة الشيطان

## وصلات خارجية
- List and map of 68 caves of Gibraltar